# Whylot
Whylot est une PME française fondée en 2011 spécialisée dans le développement et l’innovation des moteurs électriques.

## Histoire

### Fondation
Whylot est créée en février 2011 par Romain Ravaud à Cambes, dans le département du Lot. Le nom de l’entreprise est d’ailleurs un clin d'œil à sa géolocalisation : a force d’entendre la question “Pourquoi le Lot ?”, le Bourguignon a baptisé sa société Whylot.
L’entreprise s’installe dans la pépinière d'entreprise Calfatech en décembre 2011.
La stratégie de l’entreprise repose sur l’innovation. Trois premiers brevets sont déposés durant l’année 2012. La recherche et développement s’oriente autour de deux axes : un système d'accouplement magnétique sans contact commandé par la centrale nucléaire de Golfech, et un moteur électrique plus rapide et moins volumineux que ce qui existe sur le marché.

### Un nouveau type de moteur électrique
Le travail de recherche et développement effectué par Whylot est le moteur électrique à flux axial.
Les prototypes de moteurs électriques synchrones à aimants permanents créés effectuent jusqu'à 5 000 tours par minute pour une puissance de  400 kW là où les moteurs de l’époque tournent à 3 000 tours par minute pour 180 kW. Ils ont un rendement énergétique de 98 % contre 70 à 80 % pour les moteurs classiques.
Le premier produit voit le jour à la fin de l’année 2012 : des accouplements magnétiques pour l'industrie qui sont principalement utilisés en Chine et au Kazakhstan (2). L’entreprise compte alors six salariés. Ils seront 9 à partir de 2014. En 2016, l’entreprise compte 15 salariés issus du monde entier (Burkina Faso, Chine…).
Le travail de Whylot a été récompensé par des prix : Grand Prix des "Mechatronics Awards 2013" lors de la onzième édition des rencontres européennes de la mécatronique (EMM), le 25 septembre 2013 à Toulouse ou encore Grand Prix de l’Inn’Ovations 2014 lors de la 33e édition du concours des Inn’Ovations 2014 à Toulouse.
En septembre 2015, Whylot intègre de nouveaux locaux de 1500 m2 situés à l'atelier-relais du Grand Figeac sur Quercypôle 2. La startup a accueilli Emmanuel Macron, alors ministre de l'industrie, dans ses locaux, lors de son passage à Figeac pour un colloque sur l'industrie du futur,.
En 2021, l’entreprise compte 45 brevets déposés, tous liés au domaine des moteurs électriques.

### Entrée de Renault au capital de Whylot
En 2019, l’entreprise entre dans sa phase de croissance[évasif]. Le 23 novembre 2021, le groupe Renault annonce avoir pris une participation minoritaire de 21% au capital de Whylot.

## Récompenses
- 2013 : Grand Prix des "Mechatronics Awards 2013"[8]
- 2014 : Grand Prix de l’Inn’Ovations 2014[6]
- 2015 : Startup de l’Année pour la région Sud-Ouest[12]